# Yafteh
Yafteh è una grotta del Paleolitico superiore situata ai piedi della montagna Yafteh nei Monti Zagros occidentali. Si trova a nord ovest di Khorramabad (Lorestan, Iran occidentale).

## Descrizione
Yafteh ha prodotto il maggior numero di dati di C14 da un unico sito paleolitico in Iran che sono raggruppati tra i 28-35.000 anni fa. Una ricca collezione di ornamenti fatti di conchiglie marine, denti ed ematiti sono stati scoperti nei primi depositi del Paleolitico superiore in entrambi gli scavi, primi e ultimi, nella grotta di Yafteh. Questa collezione è stato analizzata e pubblicata da Sonia Shidrang nel Iranian Journal of Archaeology and History.

## Storia archeologica
Il sito è stato trovato e poi scavato da due archeologi americani, Frank Hole e Kent Flannery, nel 1960. Conteneva una fitta sequenza del Paleolitico superiore, che ha prodotto lamelle e strumenti. Un certo numero di dati a Carbonio 14 indicano che il sito era occupato principalmente tra i 30 e i 35.000 anni fa. Hole e Flannery hanno pubblicato alcuni risultati del loro scavo a Yafteh in un documento a carattere generale sui siti preistorici in Luristan e Dehluran.
I complessi litici dal 1967 scavati sono stati nuovamente analizzati nel 2005 da Bordes e Shidrang e successivamente quegli assemblaggi sono stati oggetto di una tesi di laurea nel 2007.
Il sito è stato riscavato nel 2005 da un team belga-iraniano diretto da Marcel Otte e Fereidoun Biglari e scavato nuovamente da Otte e Sonia Shidrang nel 2008.